# Aubin (Aveyron)
 Aubin  es una población y comuna francesa, situada en la región de Mediodía-Pirineos, departamento de Aveyron, en el distrito de Villefranche-de-Rouergue y cantón de Aubin.

## Demografía
| 7821 | 6635 | 6283 | 5782 | 4846 | 4360 |
| Para los censos de 1962 a 1999 la población legal corresponde a la población sin duplicidades (Fuente: INSEE [Consultar]) |      |      |      |      |      |